# Steinweg 25 (Quedlinburg)

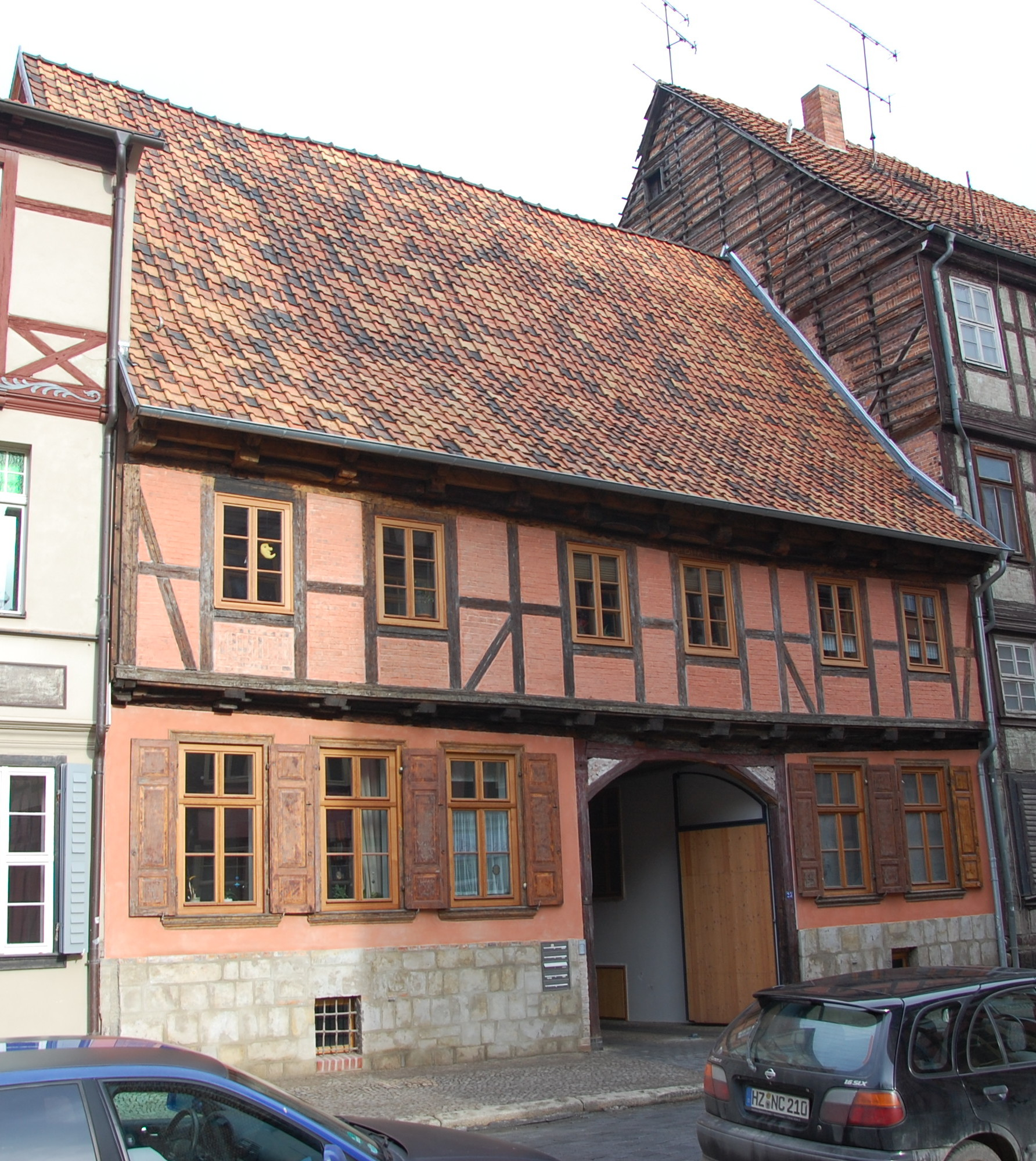
Steinweg 25

Das Haus Steinweg 25 ist ein denkmalgeschütztes Gebäude in der Stadt Quedlinburg in Sachsen-Anhalt.

## Lage
Es befindet sich in der historischen Quedlinburger Neustadt auf der Nordseite des Steinwegs. Westlich grenzt das gleichfalls denkmalgeschützte Haus Steinweg 24, östlich das Haus Steinweg 26 an. Im Quedlinburger Denkmalverzeichnis ist es als Ackerbürgerhof eingetragen.

## Architektur und Geschichte
Das straßenseitige zweigeschossige Wohnhaus entstand in Fachwerkbauweise vermutlich Anfang des 17. Jahrhunderts. Das Obergeschoss kragt deutlich vor. Auch die Anordnung der Fenster und der Dachstuhl sind bauzeitlich. In der ersten Hälfte des 18. Jahrhunderts erfolgte ein Umbau. Auf ihn geht die stark profilierte Traufbohle zurück. Bei einem weiteren Umbau in der Zeit um 1830 wurde das Haus verputzt und die heutige Gestaltung des Tors vorgenommen. 
Der Hof des Anwesens ist vierseitig umbaut. Neben dem Wohnhaus gehören ein weiterer Wohnflügel, eine Scheune und eine Torscheune dazu. Diese Fachwerkbauten entstanden in der Zeit zwischen dem 17. und 19. Jahrhundert.
Der Komplex dient als Gastwirtschaft Stadt Braunschweig. Nach längerem Leerstand war das Gebäude sanierungsbedürftig. Im Jahr 2010 begannen neue Eigentümer mit der Sanierung. Es erfolgte eine Förderung durch die Deutsche Stiftung Denkmalschutz. Die Sanierung dauerte bis 2011. Während der Sanierung wurde auch die Verputzung entfernt und das Fachwerk wieder freigelegt. Die Gefache sind zum Teil mit einer Zierausmauerung ausgemauert.